# Ринок Подгурський (Краків)
Ринок Подгурський (пол. Rynek Podgórski) - ринкова площа та вулиця в Кракові, розташована в центрі дільниці Подґуже (пол. Podgórze). Це головна площа Подґуже. Вона була виділена у XVIII столітті біля підніжжя взгір'я Ласота, на місці колишнього центру передмістя. Це було перехрестя доріг на Краків, Кальварію та Величку. Коли Подґуже функціонувало як окреме місто, тобто до 1915 року, воно мало назву Головний Ринок (на відміну від Малого Ринку, нині площа Героїв Гетто). Ринкова площа має трикутну форму.

## Забудова
На  площі Ринку Подгурського є, серед іншого: парафіяльний костел св. Йосипа (Kościoł św. Józefa) у Кракові-Подґужє, Житловий департамент Краківської Ратуші в колишній ратуші Подґужє та служба швидкої допомоги.
У забудові площі Ринку також вирізняються:
- Будинок під Оленями з XVIII ст., в кутку якого барельєф із зображенням двох оленів, з’єднаних спільною головою (Ринок Подгурський 12, наріжний будинок з ul. Brodzińskiego 2)
- Садиба під Чорним Орлем з XVIII ст.; колись у ній був заїжджий двір, де в липні 1829 року зупинявся Фридерик Шопен (Ринок Подгурський 13) [1]
- Садиба під Білим Орлем, перша ратуша Підгужє (Ринок Подгурський 14)

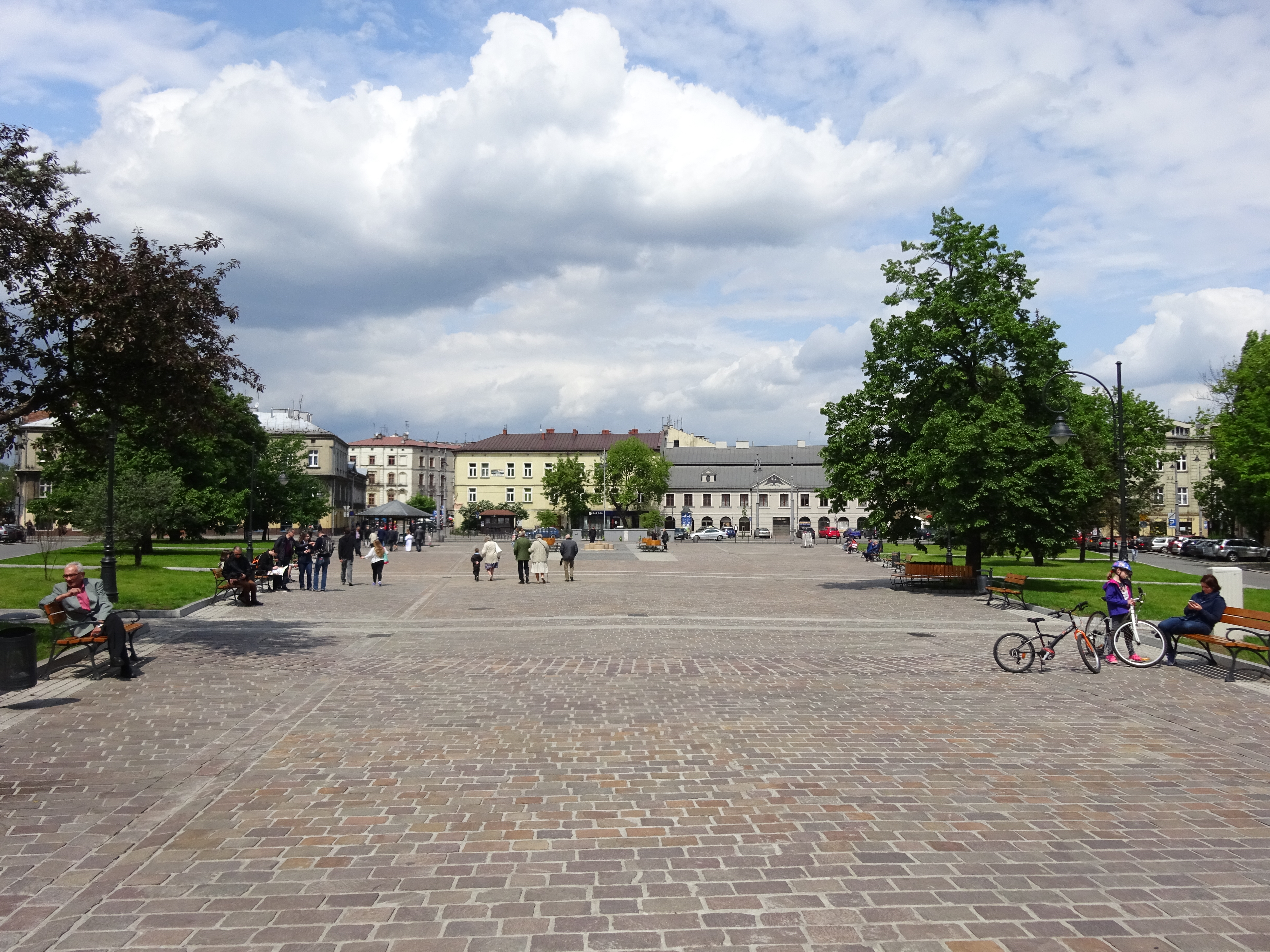
Widok z południa (od strony Kościoła św. Józefa), po remoncie, 2016
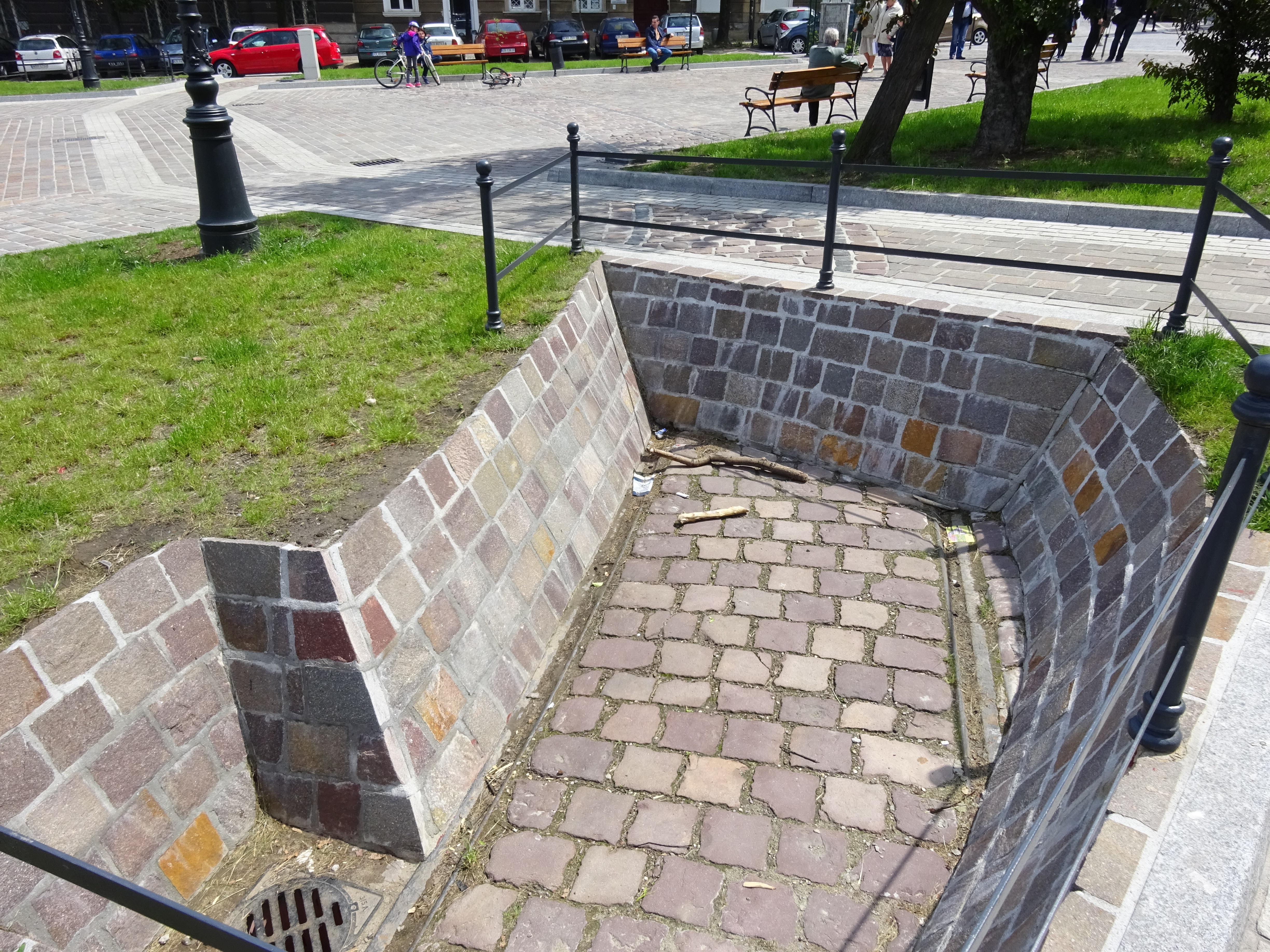
Wyeksponowane po remoncie w 2015 roku, stare tory tramwajowe na Rynku Podgórskim
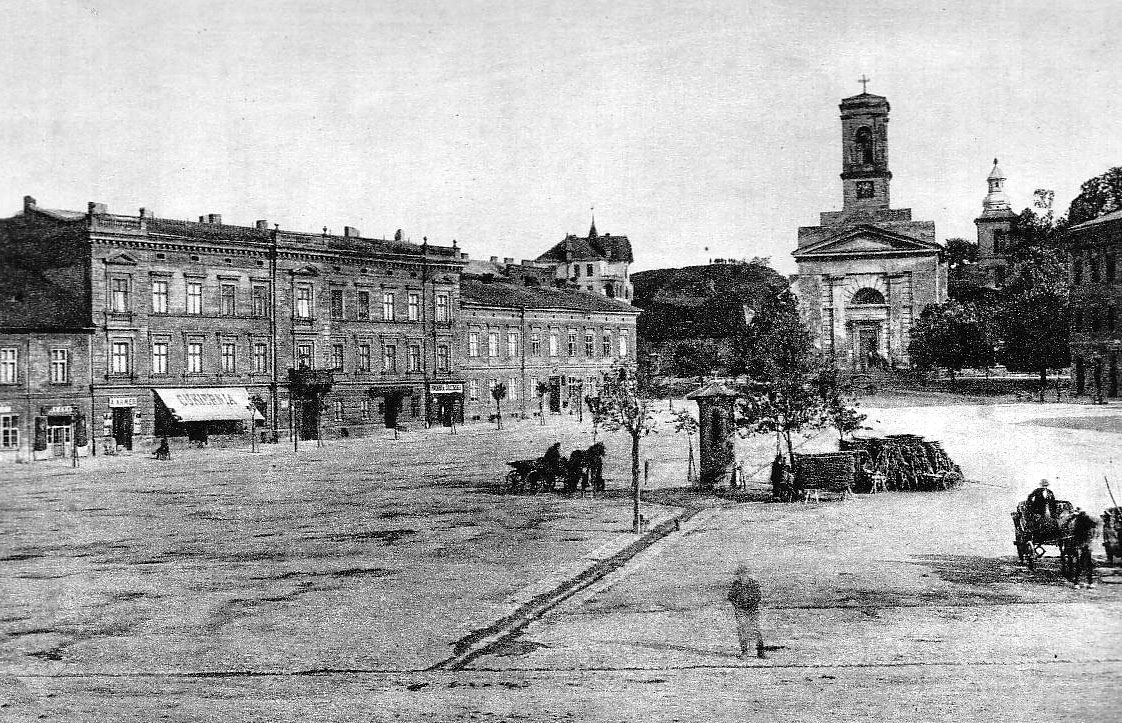
Ринок Подгурський pod koniec XIX wieku
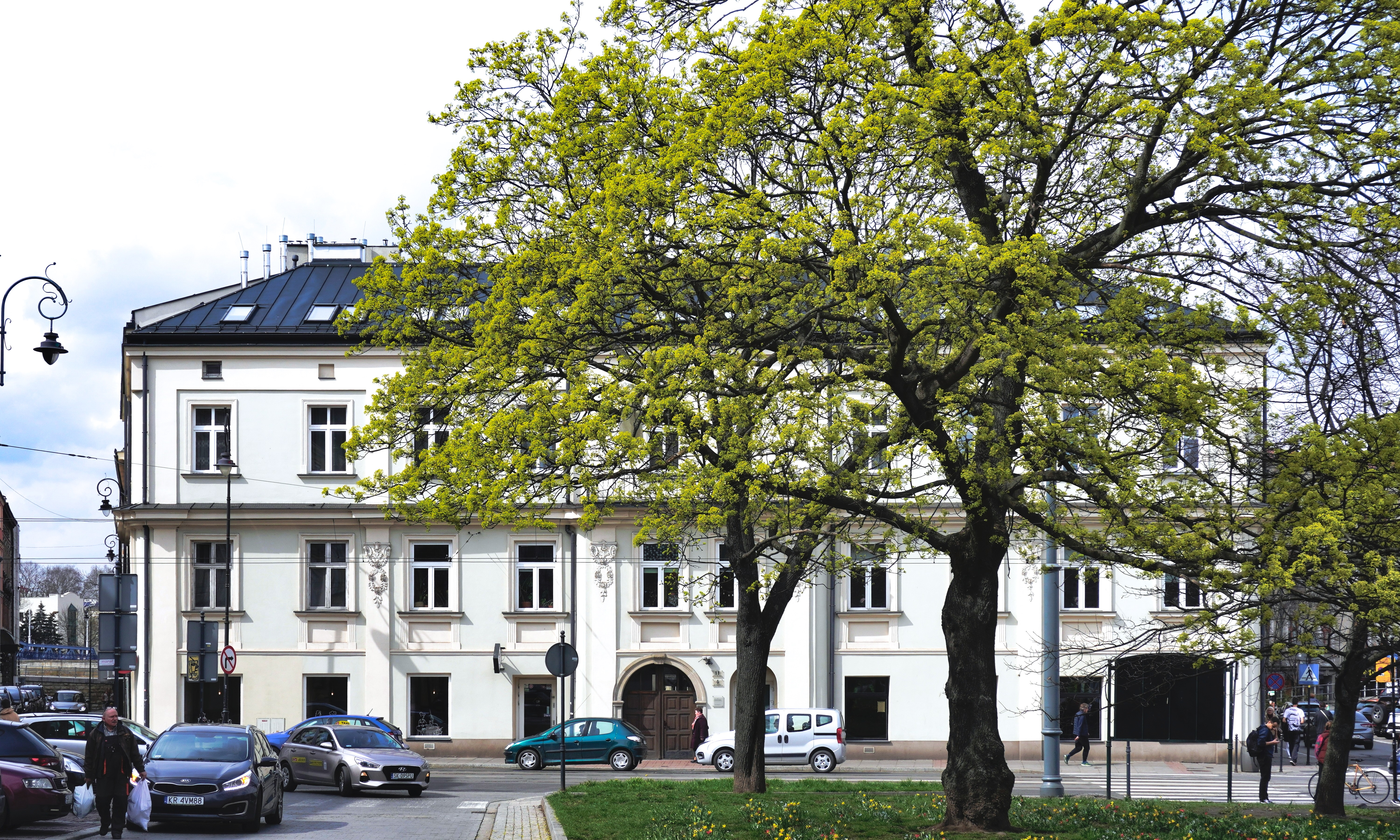
Ринок Подгурський 11 Kamienica (ok. 1785)